# Giuliano Taviani
Giuliano Taviani (Roma, 8 novembre 1969) è un compositore italiano.

## Biografia
Figlio del regista Vittorio Taviani e di Carla Vezzoso, è nato a Roma nel 1969.
È un compositore italiano dedicato principalmente alla composizione di colonne sonore e all'orchestrazione per produzioni cinematografiche, teatrali e televisive.

## Filmografia

### Cinema
- Piccole anime, regia di Giacomo Ciarrapico (1998)
- A domani, regia di Gianni Zanasi (1999)
- Fuori di me, regia di Gianni Zanasi (2000)
- Tutta la conoscenza del mondo, regia di Eros Puglielli (2001)
- Eccomi qua, regia di Giacomo Ciarrapico (2002)
- Piovono mucche, regia di Luca Vendruscolo (2002)
- Ora o mai più, regia di Lucio Pellegrini (2003)
- La volpe a tre zampe, regia di Sandro Dionisio (2003)
- Saimir, regia di Francesco Munzi (2004)
- Il giorno + bello, regia di Massimo Cappelli (2006)
- Stiffs, regia di Frank Ciota (2007)
- La masseria delle allodole, regia di Paolo e Vittorio Taviani (2007)
- Il resto della notte, regia di Francesco Munzi (2008)
- Amore, bugie & calcetto, regia di Luca Lucini (2008)
- Forse Dio è malato, regia di Franco Brogi Taviani (2008)
- Oggi sposi, regia di Luca Lucini (2009)
- Generazione 1000 euro, regia di Massimo Venier (2009)
- Due partite, regia di Enzo Monteleone (2009)
- Figli delle stelle, regia di Lucio Pellegrini (2010)
- La donna della mia vita, regia di Luca Lucini (2010)
- Fughe e approdi, regia di Giovanna Taviani (2011)
- Nessuno mi può giudicare, regia di Massimiliano Bruno (2011)
- Boris - Il film, regia di Giacomo Ciarrapico, Mattia Torre e Luca Vendruscolo (2011)
- Il giorno in più, regia di Massimo Venier (2011)
- Ex - Amici come prima!, regia di Carlo Vanzina (2011)
- Cesare deve morire, regia di Paolo e Vittorio Taviani (2012)
- Viva l'Italia, regia di Massimiliano Bruno (2012)
- Mai Stati Uniti, regia di Carlo Vanzina (2012)
- Stai lontana da me, regia di Alessio Maria Federici (2013)
- Sapore di te, regia di Carlo Vanzina (2013)
- Un matrimonio da favola, regia di Carlo Vanzina (2014)
- Anime nere, regia di Francesco Munzi (2014)
- Torno indietro e cambio vita, regia di Carlo Vanzina (2014)
- Ogni maledetto Natale, regia di Giacomo Ciarrapico, Mattia Torre e Luca Vendruscolo (2014)
- Maraviglioso Boccaccio, regia di Paolo e Vittorio Taviani (2015)
- Non si ruba a casa dei ladri, regia di Carlo Vanzina (2016)
- Rosso Istanbul, regia di Ferzan Özpetek (2017)
- Una questione privata, regia di Paolo Taviani (2017)
- Caccia al tesoro, regia di Carlo Vanzina (2018)
- Natale a 5 stelle, regia di Marco Risi (2019)
- Figli, regia di Giuseppe Bonito (2020)
- L'arminuta, regia di Giuseppe Bonito (2021)
- L'uomo che disegnò Dio, regia di Franco Nero (2022)
- Sei pezzi facili, regia di Paolo Sorrentino 2022
- Kripton, regia di Francesco Munzi (2024)
- Diamanti, regia di Ferzan Ozpetek (2024)

### Televisione
- Padri e figli, regia di Gianni Zanasi – serie TV (2005)
- Buttafuori, regia di Giacomo Ciarrapico – serie TV (2006)
- Boris 1, 2, 3, regia di Giacomo Ciarrapico, Mattia Torre e Luca Vendruscolo – serie TV (2007-2009)
- Non pensarci - La serie, regia di Gianni Zanasi e Lucio Pellegrini – serie TV (2009)
- Un paradiso per due, regia di Pier Belloni – film TV (2010)
- Limbo, regia di Lucio Pellegrini – film TV (2015)
- Baciato dal sole, regia di Antonello Grimaldi – serie TV (2016)
- La linea verticale, regia di Mattia Torre – serie TV (2017)
- Basta un paio di baffi, regia di Fabrizio Costa – film TV (2017)
- Il sole, l'amore e le altre stelle, regia di Fabrizio Costa – film TV (2018)
- Made in Italy, regia di Ago Panini e Luca Lucini – serie TV (2019)
- Liberi tutti, regia di Giacomo Ciarrapico e Luca Vendruscolo – serie TV (2019)
- Volevo fare la rockstar, regia di Matteo Oleotto – serie TV (2019-in produzione)
- Mai scherzare con le stelle!, regia di Matteo Oleotto – film TV (2020)
- Alfredino - Una storia italiana, regia di Marco Pontecorvo – miniserie TV (2021)
- Tutta colpa della fata Morgana, regia di Matteo Oleotto – film TV (2021)
- Volevo fare la rockstar 2, regia di Matteo Oleotto – serie TV (2021)
- Boris 4, regia di Giacomo Ciarrapico e Luca Vendruscolo – film TV (2022)
- Il nostro generale, regia di Lucio Pellegrini e Andrea Jublin – serie TV (2023)
- Il metodo Fenoglio - L'estate fredda – serie TV (2023)
- Gerri  - regia di Giuseppe Bonito serie TV (2023)
- Mameli - Il ragazzo che sognò l'Italia, regia di Luca Lucini e Ago Panini – miniserie TV (2024)
- Marconi - L'uomo che ha connesso il mondo, regia di Lucio Pellegrini – miniserie TV (2024)
- Brennero, regia di Giuseppe Bonito e Davide Marengo – serie TV (2024)
- Mike, regia di Giuseppe Bonito – miniserie TV (2024)
- La farfalla impazzita, regia di Kiko Rosati – film TV (2025)
- Gerri, regia di Giuseppe Bonito – serie TV (2025)

### Cortometraggi e documentari
- La passeggiata improvvisa, regia di Simone Pierini (1992)
- Valse, regia di Francesco Munzi (1993)
- Telefoni sudati, regia di Luca Franco (1994)
- Zoo, regia di Roberto Dordit (1996)
- Giochi proibiti, regia di Roberto Dordit (1997)
- Asino chi legge di Pietro Reggiani (1997)
- Senza vergogna, regia di Simone Pierini (1998)
- L'età incerta, regia di Francesco Munzi (1999)
- Non mi basta il successo più di Massimo De Lorenzo (1999)
- Giacomo e Luo ma, regia di Francesco Munzi (2000)
- Dentro e fuori, regia di Giacomo Ciarrapico (2001)
- Una seconda occasione, regia di Anselmo Calotta (2002)
- Ampio, luminoso, vicino metro..., regia di Massimo Cappelli (2002)
- I nostri 30 anni, regia di Giovanna Taviani (2004)
- Di Madre in figlia, regia di Fabiana Sargentini (2004)
- Qintosole, regia di Marcellino de Baggis (2004)
- La vita è breve ma la giornata è lunghissima, regia di Gianni Zanasi e Lucio Pellegrini (2005)
- Olimpiadi Torino 2006, regia di Lucio Pellegrini (2006)
- Cattelan è morto, evviva Cattelan, regia di Marco Penso (2006)
- Ritorni, regia di Giovanna Taviani (2006)
- Il Giallo, regia di Giovanna Taviani (2007)
- Il Riscatto, regia di Giovanna Taviani (2013)
- Carlo, regia di Ago Panini (2016)
- Assalto al cielo, regia di Francesco Munzi (2016)
- Human, regia di Carmelo Segreto (2019)
- Corpo Unico, regia Mia Benedetta (2023)
- Niente, regia Eugenia Costantini (2024)
- Garatti, regia di Ferzan Özpetek (2025)

## Teatrografia
- Quadri di cielo, regia di Fabio Morichini e Gaetano Lembo (1992)
- Distanes, regia di Fabio Morichini e Gaetano Lembo (1993)
- Bocca chiusa, regia di Fabio Morichini (1994)
- Riposo, regia di Fabio Morichini (1996)
- Io non c'entro, regia di Giacomo Ciarrapico (1996)
- Tutto a posto, regia di Giacomo Ciarrapico (1998)
- Fammi parlare, regia di Giacomo Ciarrapico (1999)
- Piccole anime, regia di Giacomo Ciarrapico (1999)
- L'ufficio, regia di Giacomo Ciarrapico (2002)
- In mezzo al mare, regia di Mattia Torre (2004)
- Il figurante, regia di Mattia Torre (2004)
- I Menecmi, regia di Lello Arena (2004)
- La festa delle donne, regia di Lello Arena (2005)
- Migliore, regia di Mattia Torre (2005)
- È andata così. La vita 2.0, regia di Giacomo Ciarrapico (2013)
- Un giorno come un altro, regia Giacomo Ciarrapico  (2023)

## Riconoscimenti
- David di Donatello
  - 2012 – Candidatura per il miglior musicista per Cesare deve morire[3]
  - 2015 – Miglior musicista per Anime nere[4]
  - 2015 – Miglior canzone originale per Anime nere[4]
  - 2022- Candidatura migliore canzone originale per Just You
  - 2025 Candidatura per la canzone originale Diamanti
- Nastro d'argento
  - 2015 – Candidatura per la migliore colonna sonora per Maraviglioso Boccaccio e Ogni maledetto Natale
  - 2017 – Candidatura per la migliore colonna sonora per Rosso Istanbul[5]
  - 2022 - Candidatura migliore canzone originale per Just You
  - 2025 Vincitore del nastro d'argento per la musica del film Diamanti Nastro dell'anno
- Ciak d'oro
  - 2017 – Candidatura per la migliore colonna sonora per Rosso Istanbul e Ogni maledetto Natale
  - 2022 – Candidatura per la migliore colonna sonora per l'Arminuta
- Tertio Millennio Film Fest
  - 2014 – Miglior colonna sonora per Anime nere[6]
- Golden Graal
  - 2007 – Astro nascente[7]
- Festival Premiers Plans D'Angers
  - 2005 – Miglior colonna sonora per Saimir
- Premio Musa della critica cinemusicale: 2025 Premio migliore colonna originale
- Premio Festival della colonna sonora - Reggio Calabria: 2022 Premio alla carriera